# Wonder Boys – Pokoli hétvége
A Wonder Boys – Pokoli hétvége (eredeti címe: Wonder Boys) 2000-es dramedy, amelyet Curtis Hanson rendezett, írója pedig Steve Kloves. A film az ugyanilyen című regényén alapul. A főszerepben Michael Douglas, Tobey Maguire, Frances McDormand, Katie Holmes, Rip Torn és Robert Downey Jr. látható. Amerikában 2000. február 25.-én mutatták be.
A filmet a pennsylvaniai Pittsburgh-ben forgatták. További forgatási helyszínek: Beaver (Pennsylvania), Rochester (Pennsylvania) és Rostraver Township (Pennsylvania).

## Cselekmény
A film főszereplője Grady Tripp professzor (Michael Douglas), aki nem tudja befejezni második regényét.

## Szereplők
| Karakter         | Színész           | Magyar hang     |
| ---------------- | ----------------- | --------------- |
| Grady Tripp      | Michael Douglas   | Dörner György   |
| James Leer       | Tobey Maguire     | Dévai Balázs    |
| Sarah Gaskell    | Frances McDormand | Kiss Mari       |
| Terry Crabtree   | Robert Downey Jr. | Háda János      |
| Hannah Green     | Katie Holmes      | Haumann Petra   |
| Q                | Rip Torn          | Dengyel Iván    |
| Vernon Hardapple | Richard Knox      | Salinger Gábor  |
| Oola             | Jane Adams        | Agócs Judit     |
| Miss Sloviak     | Michael Cavadias  | Hirtling István |
| Walter Gaskell   | Richard Thomas    | Takátsy Péter   |
| Sam Traxler      | Alan Tudyk        |                 |
| Emily apja       | Philip Bosco      | Perlaki István  |
| Emily anyja      | June Hildreth     |                 |
| Fred Leer        | George Grizzard   | Pálfai Péter    |
| Amanda Leer      | Kelly Bishop      |                 |
| Pupcik rendőr    | Bill Velin        |                 |
| Carrie           | Charis Michelsen  |                 |
| Howard           | Yusuf Gatewood    |                 |
| Emily (fotón)    | Elisabeth Granli  |                 |
| Kidobófiú        | Richard Hidlebird |                 |

## Fogadtatás
A film 33.426.588 millió dolláros bevételt hozott a pénztáraknál. Mivel a film költségvetése 55 millió dollár volt, így pénzügyi szempontból bukásnak számított.
A kritikusoktól összességében pozitív kritikákat kapott. A Rotten Tomatoes honlapján 82%-ot ért el 125 kritika alapján, és 7.2 pontot szerzett a tízből. A Metacritic oldalán 73 pontot szerzett a százból, 36 kritika alapján. A CinemaScore honlapján átlagos minősítést ért el.
A Chicago Sun-Times kritikusa, Roger Ebert négy csillaggal értékelte a maximális négyből. A Variety magazin kritikusa, Emanuel Levy pozitívan értékelte. A.O. Scott, a The New York Times kritikusa így írt a filmről: "A probléma az, hogy mindenki, akiknek ehhez a filmhez közük volt, egyetértettek abban, hogy ez egy remek ötlet, és nagyjából ennyiben is maradtak".